# Campeonato E4
El Campeonato E4 (oficialmente llamado E4 Championship), es un campeonato de automovilismo regulado según las normas de la Fórmula 4. Fue inaugurado en 2023.

## Historia
WSK Promotions, conocida por sus carreras de karting en la WSK Euro Series, promociona el campeonato.
En diciembre de 2024, fue anunciado que el campeonato pasará a llamarse «E4» a partir de 2025.

## Monoplaza
El constructor italiano Tatuus fue contratado para diseñar y construir todos los monoplazas. Tatuus también había construido todos los coches de la Fórmula Abarth. El chasis es un monocasco fabricado en fibra de carbono.
El motor es suministrado por Fiat-FPT de 1400 cc. Se trata del mismo motor utilizado en la Fórmula Abarth entre 2010 y 2013. Está desafinado para ajustarse a la normativa FIA Fórmula 4 a 160 CV (120 kW), por debajo de los 180 originales.

## Campeones
| Año  | Piloto campeón | Escudería campeona | Novato campeón      | Trofeo femenino | Ref.  |
| ---- | -------------- | ------------------ | ------------------- | --------------- | ----- |
| 2023 | Ugo Ugochukwu  | Prema Racing       | Akshay Bohra        | Tina Hausmann   | [ 5 ] |
| 2024 | Akshay Bohra   | Prema Racing       | Kean Nakamura-Berta | No se otorgó    | [ 6 ] |

## Circuitos
| Circuito                            | Rondas | Años  |
| ----------------------------------- | ------ | ----- |
| Autódromo Internacional del Mugello | 2      | 2023- |
| Autodromo Nazionale di Monza        | 2      | 2023- |
| Circuito de Barcelona-Cataluña      | 1      | 2023  |
| Red Bull Ring                       | 1      | 2024  |
| Circuito Paul Ricard                | 0      | 2025  |